# Museum of the Rockies

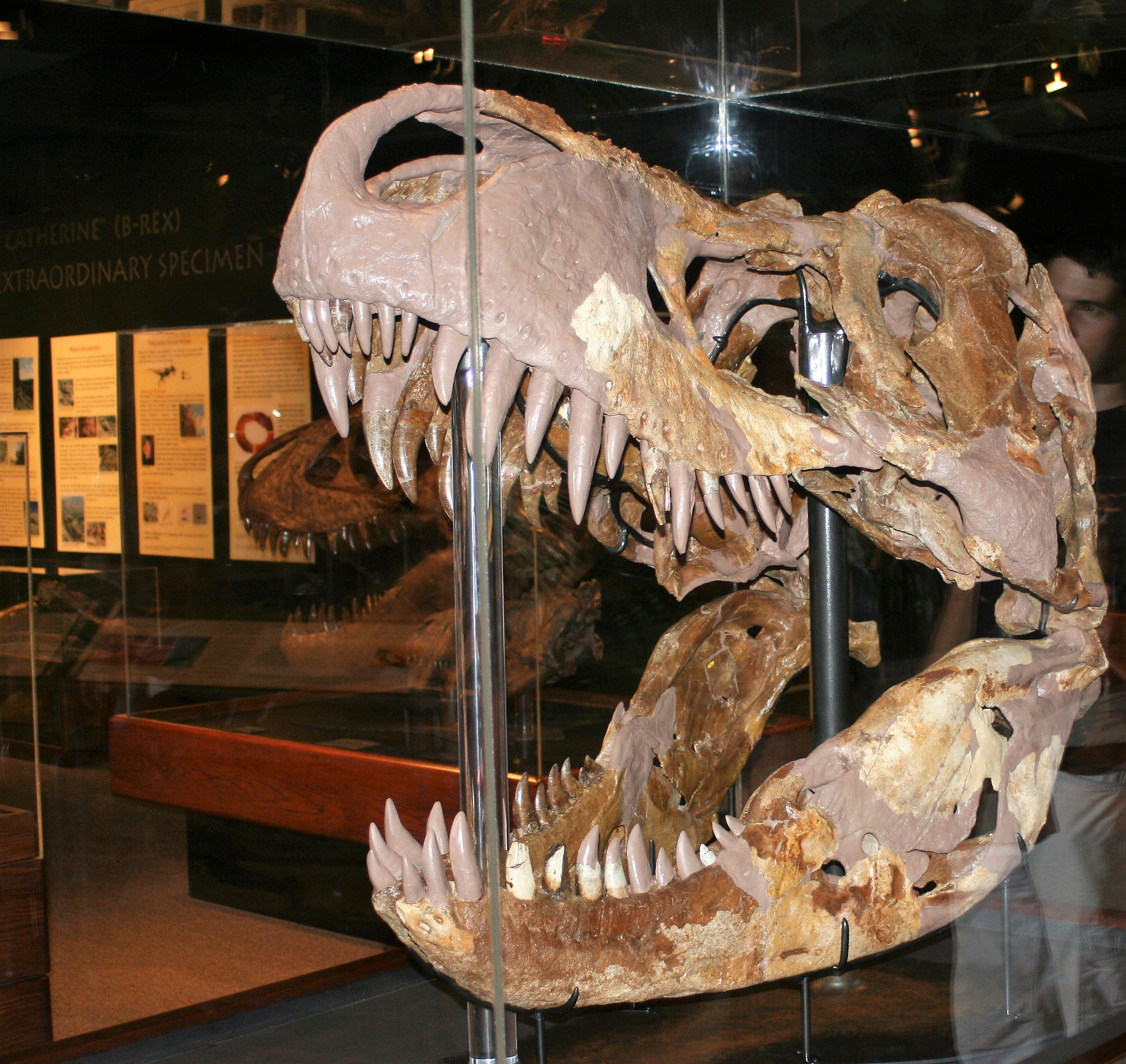
Lebka tyranosaura s kat. ozn. MOR 008.

Museum of the Rockies je svým zaměřením především paleontologické muzeum, nacházející se ve městě Bozeman na jihozápadě státu Montana (USA). Jde o jednu z předních institucí, podílejících se na výzkumu a rekonstrukci pozůstatků dinosaurů ze svrchnokřídového souvrství Hell Creek (ale i některých jiných).

## Expozice

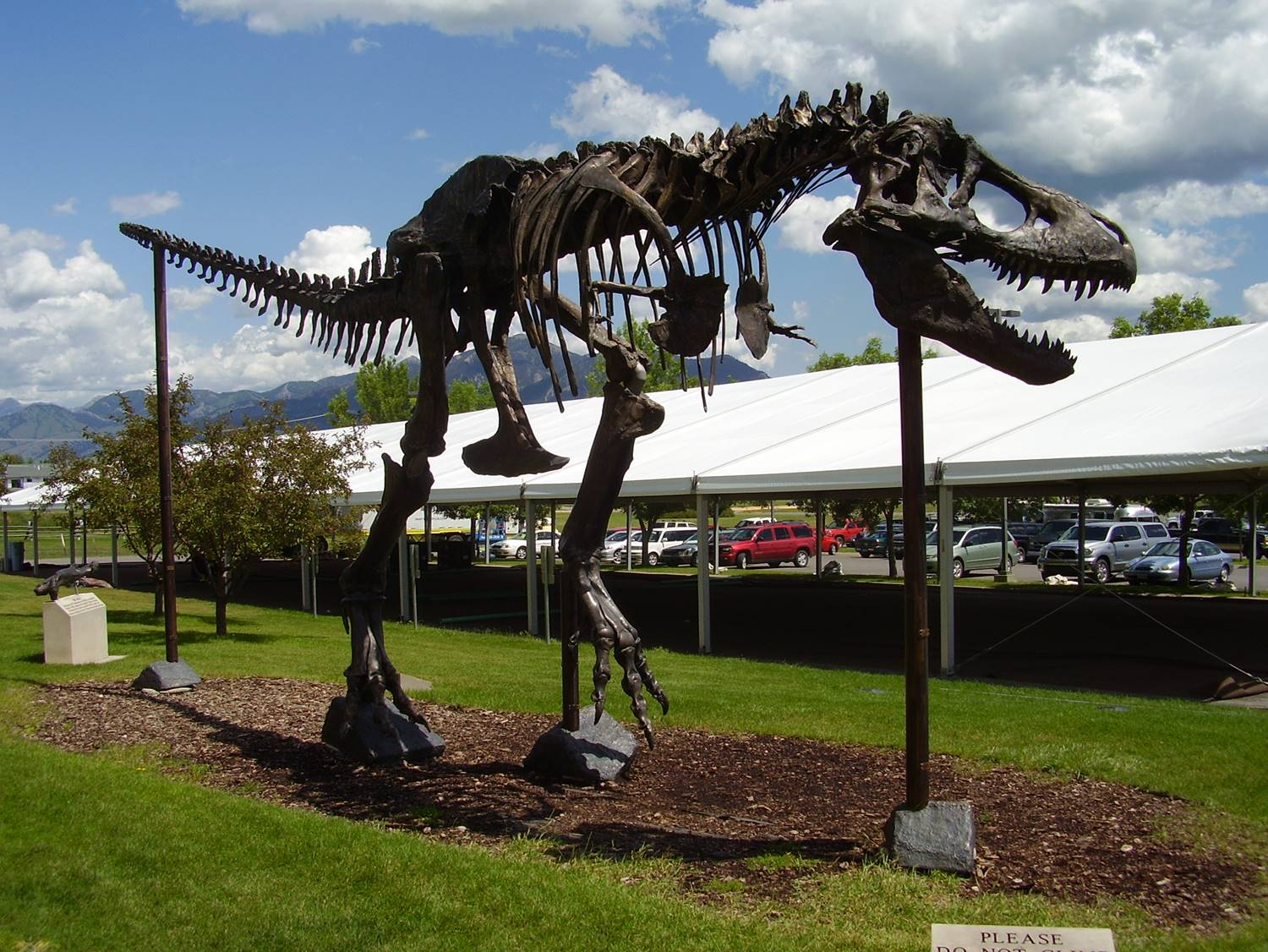
Bronzová replika kostry tyranosaura, známá jako "Big Mike", stojící přímo před budovou Museum of the Rockies.

V majetku muzea se nachází také jedna z největších sbírek fosílií dinosaurů v celých Spojených státech (a tím vlastně i na světě). Mimo jiné hostí budova muzea a její depozitáře také nejvíc jedinců populárního tyranosaura (včetně jedné z největších dochovaných lebek o délce asi 134 cm s katalogovým označením MOR 008). Součástí expozice je také exemplář tyranosaura "Big Mike" (MOR 555), první kostra objevená i se zachovanými předními končetinami. Podle výzkumu z roku 2009 vážil tento menší exemplář zaživa zhruba 6072 kilogramů. Dalším proslulým exemplářem je MOR 1125, dospělý jedinec (patrně mladá samice) s dochovanými původními organickými molekulami.
Muzeum vlastní unikátní kolekci fosílií z posledních 500 milionů let vývoje života na Zemi. Dalšími zajímavostmi jsou například indiánské předměty a folklór nebo rekonstrukce domu z počátku 18. století (období dobývání amerického Západu). Kurátorem paleontologických sbírek je slavný Jack Horner, známý například jako odborný poradce filmařů z natáčení populárního snímku Jurský park.

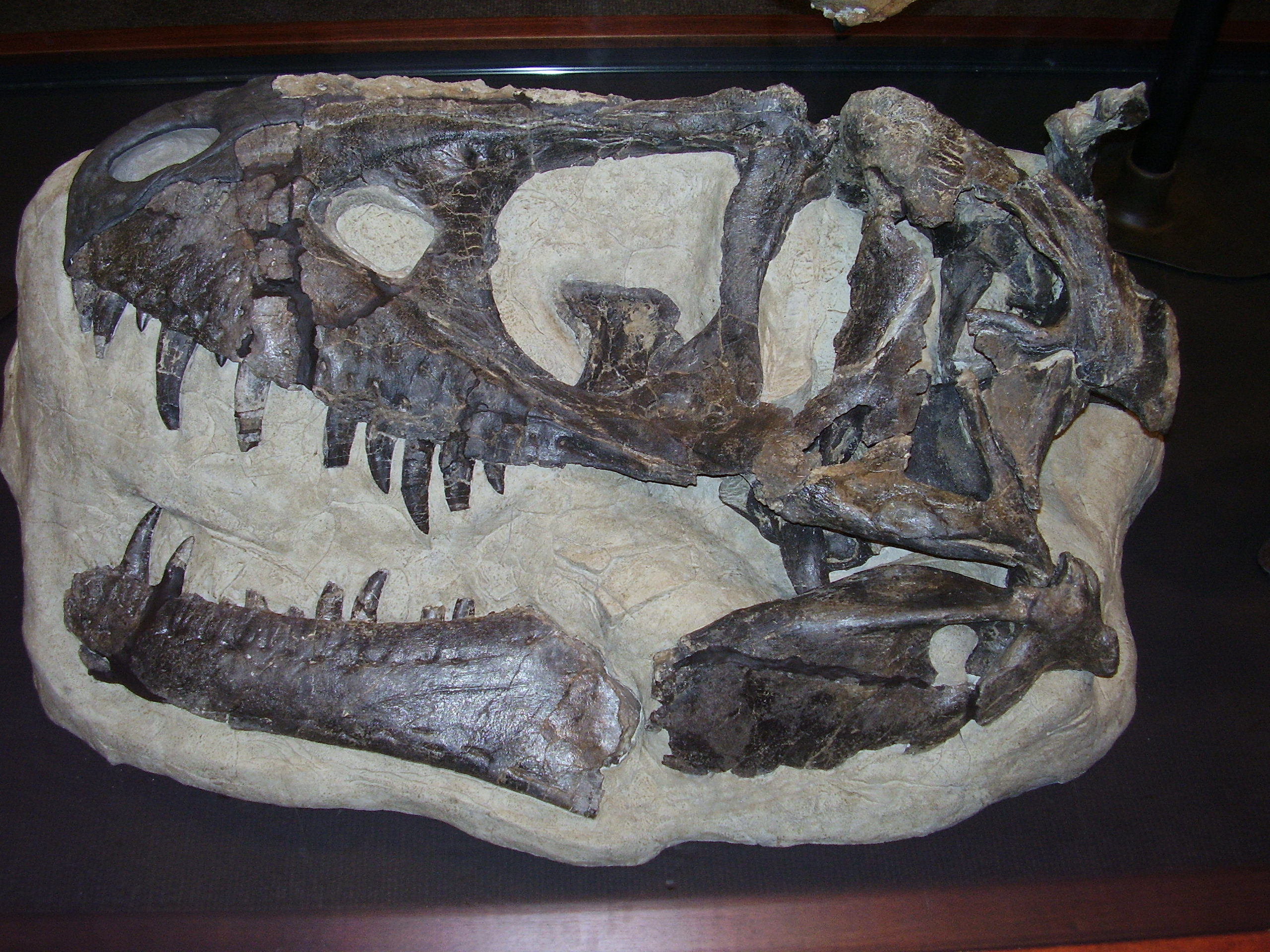
Lebka druhu Daspletosaurus horneri (MOR 590), součást paleontologických sbírek muzea.